# Homalochilus niger
Homalochilus niger är en skalbaggsart som beskrevs av Blanchard 1851. Homalochilus niger ingår i släktet Homalochilus och familjen Melolonthidae. Inga underarter finns listade i Catalogue of Life.